# 자유보수당
자유보수당(독일어: Freikonservative Partei, FKP)은 1868년 독일 보수당 탈당파들이 세운 보수주의 정당이다.
보수적인 산업가들이 주로 지지하였고, 정치적 자유주의에 반대하면서도 자유무역과 산업의 발전을 지지하는 경향이 있었다. 1888년 빌헬름 2세가 즉위하자 당은 그의 해군정책과 독일 식민제국의 형성을 지지하였다.
1918년 독일 제국의 해체와 함께 당은 해체되었고 대다수는 독일 국가인민당 창당에 참여하였으나 일부는 1917년 창당한 조국당으로 일부는 인민당에 합류하였다.